# Камениця-Скрадницька
45°13′ пн. ш. 15°20′ сх. д. / 45.22° пн. ш. 15.34° сх. д.
Камениця-Скрадницька (хорв. Kamenica Skradnička) — населений пункт у Хорватії, у Карловацькій жупанії у складі громади Тоунь.

## Населення
Населення за даними перепису 2011 року становило 266 осіб.
Динаміка чисельності населення поселення: